# 熊野新聞
熊野新聞（くまのしんぶん）は和歌山県・三重県の南部地域（紀勢地域）を基盤とする地域新聞である。日本新聞協会および日本地域紙協議会に加盟している。

## 歴史
- 1979年、南紀州新聞社として設立。日刊紙「南紀州新聞」創刊。
- 1984年、「南紀州新聞」の系列新聞として、三重県熊野地区と和歌山県新宮市に向けて「フリーペーパー日刊熊野新聞」を創刊。
- 2000年、新宮市に新本社完成。串本町に串本支局開設。
- 2001年、共同通信社との提携による全国ニュース配信を開始。
- 2007年、日本新聞協会加盟。
- 2008年、14ページ建て発行。
- 2009年、祝日発行を開始。
- 2010年2月6日、南紀州新聞社から熊野新聞社に社名変更。
- 2010年5月1日、「南紀州新聞」を「熊野新聞」に題名変更。旧「熊野新聞」は「日刊ヤタガラス」に。

## 発行新聞
熊野新聞
- ブランケット判 14 - 16ページ
- 月極め2,400円、1部売り130円
- 日刊紙（月曜と祝日の翌日休刊）
- 最近は祝日でも発行している。

ヤタガラス
- タブロイド判 4 - 12ページ
- 無料
- 週５回刊（月曜日と祝日の翌日、木曜日休刊）
- 一般紙の朝刊に折込という形で配布している。

## 宅配対象エリア
- 熊野新聞：新宮市、田辺市（旧本宮町地域）、那智勝浦町、太地町、古座川町、串本町
- ヤタガラス：新宮市、熊野市、北山村、御浜町、紀宝町